# Troischamps
Troischamps  est une ancienne commune française du département de la Haute-Marne en région Grand Est. C'est une commune associée de Haute-Amance depuis 1972.

## Géographie
Le village de Troischamps est traversé par les routes D279 et D280.

## Histoire
En 1789, ce village fait partie de la province de Champagne dans le bailliage de Langres.
Le 17 mai 1972, la commune de Troischamps est rattachée sous le régime de la fusion-association à celle de Hortes qui devient Haute-Amance.

## Politique et administration
| Période                                  | Période  | Identité         | Étiquette | Qualité |
| ---------------------------------------- | -------- | ---------------- | --------- | ------- |
| novembre 1959                            | ?        | Fernand Legros   |           |         |
| mars 1971                                | mai 1972 | Georges Gauthier |           |         |
| Les données manquantes sont à compléter. |          |                  |           |         |

| Période                                  | Période  | Identité          | Étiquette | Qualité |
| ---------------------------------------- | -------- | ----------------- | --------- | ------- |
| 1986                                     | ?        | Guy Grécourt      |           |         |
| ?                                        | En cours | Sylvia TORRECILLA |           |         |
| Les données manquantes sont à compléter. |          |                   |           |         |

## Démographie
| 1861 | 1866 | 1876 | 1881 | 1886 | 1891 | 1896 | 1901 | 1906 |
| ---- | ---- | ---- | ---- | ---- | ---- | ---- | ---- | ---- |
| 256  | 247  | 222  | 242  | 223  | 221  | 195  | 183  | 179  |

| 1911 | 1921 | 1926 | 1931 | 1936 | 1946 | 1954 | 1962 | 1968 |
| ---- | ---- | ---- | ---- | ---- | ---- | ---- | ---- | ---- |
| 175  | 149  | 149  | 148  | 143  | 145  | 133  | 115  | 102  |

## Lieux et monuments
- Église paroissiale Saint-Nicolas, reconstruite en 1780